# Nouans-les-Fontaines
Nouans-les-Fontaines és un municipi francès, situat al departament de l'Indre i Loira i a la regió de Centre – Vall del Loira. L'any 2007 tenia 789 habitants.

## Demografia

### Població
El 2007 la població de fet de Nouans-les-Fontaines era de 789 persones. Hi havia 364 famílies, de les quals 116 eren unipersonals (36 homes vivint sols i 80 dones vivint soles), 140 parelles sense fills, 92 parelles amb fills i 16 famílies monoparentals amb fills.
La població ha evolucionat segons el següent gràfic:
Habitants censats

### Habitatges
El 2007 hi havia 480 habitatges, 363 eren l'habitatge principal de la família, 85 eren segones residències i 32 estaven desocupats. 465 eren cases i 13 eren apartaments. Dels 363 habitatges principals, 285 estaven ocupats pels seus propietaris, 68 estaven llogats i ocupats pels llogaters i 11 estaven cedits a títol gratuït; 3 tenien una cambra, 35 en tenien dues, 78 en tenien tres, 133 en tenien quatre i 115 en tenien cinc o més. 293 habitatges disposaven pel capbaix d'una plaça de pàrquing. A 173 habitatges hi havia un automòbil i a 142 n'hi havia dos o més.

### Piràmide de població
La piràmide de població per edats i sexe el 2009 era:
| Homes | Edats   | Dones |
| ----- | ------- | ----- |
| 0     | 95 o +  | 4     |
| 0     | 90 a 94 | 0     |
| 8     | 85 a 89 | 4     |
| 0     | 80 a 84 | 8     |
| 20    | 75 a 79 | 36    |
| 40    | 70 a 74 | 20    |
| 12    | 65 a 69 | 40    |
| 28    | 60 a 64 | 20    |
| 28    | 55 a 59 | 20    |
| 24    | 50 a 54 | 36    |
| 40    | 45 a 49 | 24    |
| 24    | 40 a 44 | 32    |
| 32    | 35 a 39 | 24    |
| 8     | 30 a 34 | 8     |
| 40    | 25 a 29 | 16    |
| 16    | 20 a 24 | 16    |
| 16    | 15 a 19 | 20    |
| 24    | 10 a 14 | 12    |
| 16    | 5 a 9   | 12    |
| 20    | 0 a 4   | 4     |

## Economia
El 2007 la població en edat de treballar era de 464 persones, 328 eren actives i 136 eren inactives. De les 328 persones actives 299 estaven ocupades (155 homes i 144 dones) i 29 estaven aturades (13 homes i 16 dones). De les 136 persones inactives 65 estaven jubilades, 39 estaven estudiant i 32 estaven classificades com a «altres inactius».

### Ingressos
El 2009 a Nouans-les-Fontaines hi havia 342 unitats fiscals que integraven 751 persones, la mediana anual d'ingressos fiscals per persona era de 15.549 €.

### Activitats econòmiques
Dels 32  establiments que hi havia el 2007, 1 era d'una empresa alimentària, 4 d'empreses de fabricació d'altres productes industrials, 3 d'empreses de construcció, 8 d'empreses de comerç i reparació d'automòbils, 1 d'una empresa de transport, 3 d'empreses d'hostatgeria i restauració, 2 d'empreses financeres, 2 d'empreses immobiliàries, 4 d'empreses de serveis, 3 d'entitats de l'administració pública i 1 d'una empresa classificada com a «altres activitats de serveis».
Dels 9 establiments de servei als particulars que hi havia el 2009, 1 era una oficina de correu, 1 una oficina bancària, 2 tallers de reparació d'automòbils i de material agrícola, 1 guixaire pintor, 1 fusteria, 1 perruqueria i 2 restaurants.
Dels 4 establiments comercials que hi havia el 2009, 1 era una botiga de més de 120 m², 1 una botiga de menys de 120 m², 1 una fleca i 1 una sabateria.
L'any 2000 a Nouans-les-Fontaines hi havia 43 explotacions agrícoles que ocupaven un total de 3.104 hectàrees.

## Equipaments sanitaris i escolars
L'únic equipament sanitari que hi havia el 2009 era una ambulància.
El 2009 hi havia una escola elemental integrada dins d'un grup escolar amb les comunes properes formant una escola dispersa.

## Poblacions més properes
El següent diagrama mostra les poblacions més properes.